# Agrocybe rivulosa
Agrocybe rivulosa är en svampart som beskrevs av Nauta 2003. Agrocybe rivulosa ingår i släktet marktofsskivlingar och familjen Strophariaceae.  Artens status i Sverige är: Ej påträffad. Inga underarter finns listade i Catalogue of Life.